# Capilla del Señor Jesús de los Afligidos
La Capilla del Señor Jesús de los Afligidos (en portugués: Capela do Senhor dos Aflitos) está situada en el municipio de Borba, Portugal.

## Historia
Esta pequeña capilla fue fundada en 1676 como la sede de la Hermandad de la  Venerable Tercera Orden. Su principal interés es la fachada decorada con un juego de ajedrez en mármol blanco y negro.
Esta inusual decoración resultó del hecho de que la fachada original fue demolida en 1679 por un error de cálculo del maestro de obras. Para reafirmar la credibilidad perdida con la comunidad, se construyó esta fachada que es una de las más bellas del Alentejo. La Venerable Orden Tercera tenía como regla admitir a todas las personas sin importar su estatus social, profesión o sexo. Gracias a esta democratización del acceso, la Hermandad se convirtió en una de las más importantes del pueblo, siendo su primer rector el Conde de Galveias. En el interior destacan las imágenes de los Santos de la Tercera Orden y la imagen del Señor Jesús de los Afligidos. Esta pequeña imagen adquirió gran importancia en el siglo XIX, y aún hoy sigue siendo un factor de unión entre la comunidad.
Su fiesta y procesión se celebra en agosto. 